# Tenzin Gyatso (dalai lama)
Tenzin Gyatso, geboren als Lhamo Dhöndup (Taktser, 6 juli 1935) is de huidige, veertiende dalai lama. De dalai lama's zijn de belangrijkste tulkus, gereïncarneerde lama's, van de gelug, een van de tradities binnen het Tibetaans boeddhisme.
Vanaf de vijfde dalai lama Ngawang Lobsang Gyatso (1617–1682) kan de dalai lama beschouwd worden als de belangrijkste lama van het Tibetaanse boeddhisme. Deze vijfde dalai lama was ook de eerste van de in totaal twee dalai lama's die werkelijk bestuurlijke en politieke macht over Tibet hebben uitgeoefend. De tweede dalai lama met reële politieke en bestuurlijke macht was de dertiende in de lijn van de successie, Thubten Gyatso (1876-1933). De opvatting dat de dalai lama de spiritueel leider van het gehele Tibetaanse boeddhisme is, dateert van de twintigste eeuw en is niet onomstreden. Die opvatting heeft voornamelijk in de periode van de ballingschap vanaf 1959 gestalte gekregen.

## Naam
De naam die hij bij zijn inhuldiging op 22 februari 1940 kreeg, is Jampel Ngawang Lobsang Yeshe Tenzin Gyatso. Tenzin betekent Verdediger van de leer; Gyatso betekent oceaan.
Gewoonlijk wordt hij als "de dalai lama" en niet met zijn naam aangeduid. In het Westen spreekt men hem vaak aan met "Uwe Heiligheid". Tibetanen zelf noemen hem meestal "Gyalwa Rinpoche" (waardevolle overwinnaar) of "Yeshe Norbu" (wensvervullende juweel). De bijnaam van Tenzin Gyatso is Kundun, wat "aanwezigheid" betekent.

## Achtergrond

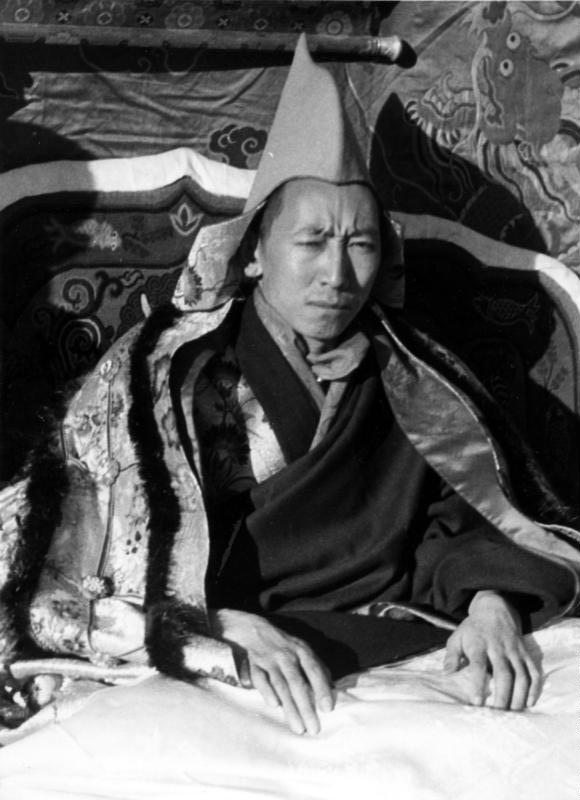
De Reting Lama, de regent in Tibet van 1933-1941

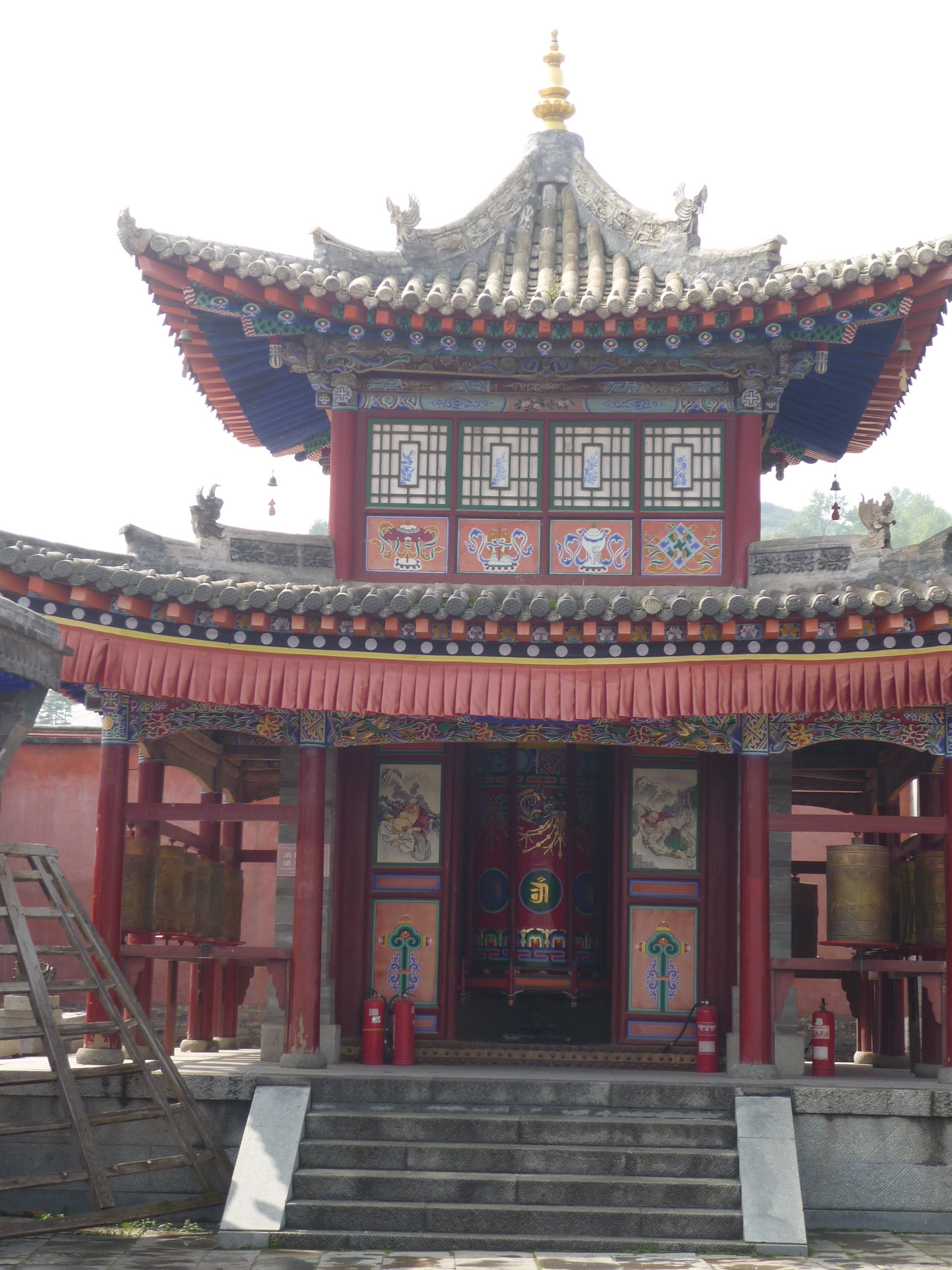
De tempel van het klooster Kumbum

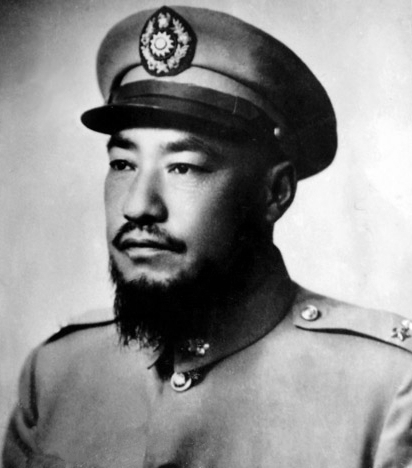
Ma Bufang

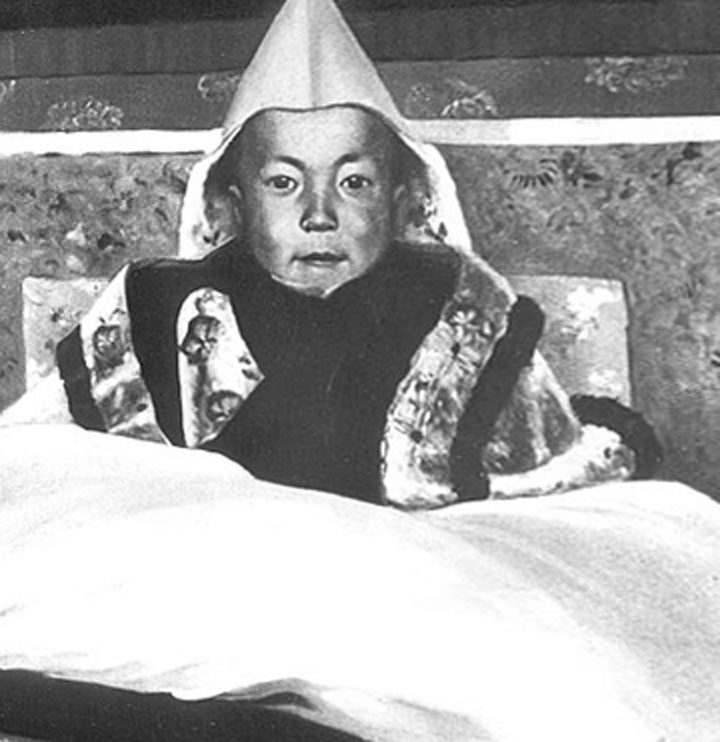
Tenzin Gyatso in 1941

Na het overlijden van de dertiende dalai lama Thubten Gyatso (1876-1933) ontstond in Tibet een machtsstrijd. Daarbij werden seculiere kandidaten als Thubten Kunphela (1905-1963) en later Lungshar (1880-1938) uitgeschakeld. Er werd via een divinatieprocedure uiteindelijk weer een tulku als regent in Tibet geselecteerd, de dan 23-jarige Reting Lama, Jampal Yeshe Gyaltsen (1910-1947).
De eerste verantwoordelijkheid voor een regent was het organiseren van zoektochten die zouden leiden naar de ontdekking van een nieuwe reïncarnatie als opvolger. In dat kader ondernam de regent met een relatief groot gezelschap de traditionele tocht naar het meer van Lhamo Latso. De Reting Lama kreeg daar naar eigen zeggen een visioen, waarvan hij de inhoud ruim een jaar later bekendmaakte. In het visioen kwamen drie letters Ah, Kah en Mah voor en een deel van een tempel die in Chinese stijl was gebouwd met twee verdiepingen en een gouden dak. Volgens de regent zouden de letters staan voor Amdo, een gebied dat sinds 1728 politiek en administratief deel uitmaakte van eerst de toenmalige Chinese provincie Gansu en vanaf 1929 van de toen gevormde provincie Qinghai.
Er werden in drie richtingen zoektochten georganiseerd. In mei 1937 arriveerde een van de zoektochten bij het klooster Kumbum in Amdo, waarvan de belangrijkste tempel de vorm heeft van een Chinese pagode met een goudkleurig dak. Dit was de belangrijkste overweging om de zoektocht ook verder in dit gebied te concentreren. In juni brachten de leden van de zoektocht een beleefdheidsbezoek aan Ma Bufang (1903-1975), de islamitische krijgsheer en feitelijk machthebber in Qinghai.
Uiteindelijk werd er een lijst gemaakt van in totaal veertien kandidaten uit dat gebied. Een daarvan was een jongen met de naam Lhamo Döndup uit het dorp Taktser. De traditie vereiste dat ieder van de kandidaten onder meer een test zou moeten doen, waarbij uit gelijksoortige artikelen, zoals bijvoorbeeld twee gebedssnoeren een keus moest worden gemaakt. Een van de twee artikelen was dan iets dat tot het persoonlijk eigendom van de overleden dalai lama had behoord. Op basis van dit soort testen en een aantal gunstige en uitzonderlijke voortekenen kwam de delegatie tot de conclusie dat Lhamo Döndup de nieuwe reïncarnatie zou moeten zijn.
Lhamo Döndup kwam uit een welvarend gezin. Zijn vader bezat landbouwgrond, maar was vooral een van de grote handelaren in paarden in het gebied. Een oudere broer van Lhamo Döndup, Thubten Jigme Norbu (1922-2008) was al eerder als tulku erkend en woonde in het klooster Kumbum. De veel grotere etnische diversiteit in Amdo dan in Centraal-Tibet, alsmede het veel grotere aantal migratiebewegingen dat daar had plaatsgevonden, had ertoe geleid dat de scheidslijnen tussen de vele talen in het gebied lang niet altijd etnisch bepaald waren. Lhamo Döndup sprak alleen het lokale dialect van Amdo Chinees, omdat dit in de regio en het gezin waar hij opgroeide de enige voertaal was.
De leiders van de zoektocht probeerden Ma Bufang ervan te overtuigen dat Lhamo Döndup slechts een van meerdere kandidaten was en verzochten zijn medewerking hem naar Lhasa te brengen. Ma Bufang had echter al snel het vermoeden dat dit de beoogde kandidaat was en vroeg een grote som geld voor die medewerking. Lhamo Döndup werd ook overgebracht naar het klooster Kumbum. Na enige maanden arriveerde het geldbedrag. Ma Bufang bleef echter voor vertraging zorgen en vroeg nog eens het drievoudige van het inmiddels ontvangen geldbedrag. Inmiddels weigerden ook de monniken uit het klooster Kumbum de jongen te laten gaan. De leiding van het klooster vroeg een complete set van de kleren van de overleden dalai lama, een van zijn tronen, een in goud geschreven versie van de kangyur en een complete versie van de tengyur, de beide boeken die gezamenlijk de canon van het Tibetaans boeddhisme vormen.
Pas in het voorjaar van 1939 werd een oplossing bereikt. De leider van de zoektocht kwam tot een overeenkomst met een groep islamitische handelaren, die via India een pelgrimstocht naar Mekka zouden maken. Die groep zou het geldbedrag (toenmalige waarde ongeveer £ 25 000) aan Ma Bufang betalen. Dat zou door de Tibetaanse regering in India aan hen in roepia's terugbetaald worden. Feitelijk betekende het dat deze islamitische handelaren garandeerden dat Ma zijn woord zou houden en de jongen de gelegenheid zou geven naar Lhasa te reizen alsmede dat zij een veilig escorte voor een deel van de route zouden kunnen vormen. Eind juli 1939, haast twee jaar na de ontdekking van Lhamo Döndup, vertrok de delegatie naar Lhasa, waar men in begin oktober aankwam. Op 22 februari 1940 werd hij als de nieuwe en veertiende dalai lama met de naam Tenzin Gyatso geïnstalleerd.

### Mogelijke economische factoren
Veel tibetologen veronderstellen economische relaties tussen het selectieproces en het gebied waarin naar de laatste dalai lama's werd gezocht. Tenzin Gyatso was de vijfde van een reeks van dalai lama's vanaf de negende dalai lama die van buiten Centraal-Tibet, het door een Tibetaanse regering bestuurde gebied, afkomstig was. De achtste dalai lama was de laatste die in de aristocratie van Centraal-Tibet gevonden werd. De positie van een dalai lama bracht met zich mee dat zijn familie na zijn erkenning meteen in de hoogste adelstand van Tibet werd verheven en landerijen, veestapels en horigen kreeg toegewezen. Het onder de familie te verdelen land moest afkomstig zijn van de overheid of van bestaande adellijke families die het land in de vorm van een leen hadden ontvangen. In de praktijk had dat meestal plaatsgevonden door vererving.
De herverdeling daarvan werd vanaf het begin van de negentiende eeuw steeds moeilijker. Om al te grote spanningen tussen de bestaande adel uit Centraal-Tibet enerzijds en weliswaar niet-aristocratische, maar altijd toch welvarende families anderzijds te voorkomen, ging men op zoek naar kandidaten buiten dit gebied. Families van buiten Centraal-Tibet konden ook gemakkelijker worden gelieerd aan bestaande grootgrondbezitters die zelf geen nakomelingen hadden. Ten tijde van de selectie van Trinley Gyatso (1857 –1875) was de situatie ten aanzien van herverdeling van land zo nijpend geworden, dat de Tibetaanse regering de familie van Trinley Gyatso dwong zich te liëren aan die van de familie van de achtste dalai lama. Ook de naam, Lhalu, van de laatste familie werd overgenomen. De familie speelde in de 20e eeuw een zeer belangrijke rol in de Tibetaanse politiek. Lungshar en Lhalu Tsewang Dorje waren enkelen van hen.

## De periode 1940-1950
Tenzin Gyatso kreeg twee mentoren, Lobsang Yeshe Tenzin Gyatso, de derde Trijang Rinpoche en Thubten Lungtog Tenzin Trinley, de zesde Ling Rinpoche, die verantwoordelijk werden voor zijn intellectuele en religieuze vorming. Beiden waren leerlingen van Pabongka, de invloedrijkste tulku van de gelug uit de eerste helft van de twintigste eeuw. Trijang Rinpoche was de belangrijkste vertegenwoordiger van die stroming in de gelug die overtuigd was van de intellectuele superioriteit van de gelug ten opzichte van andere tradities in het Tibetaans boeddhisme. Zijn invloed op de dalai lama is tot diep in de ballingschap aanwezig geweest.

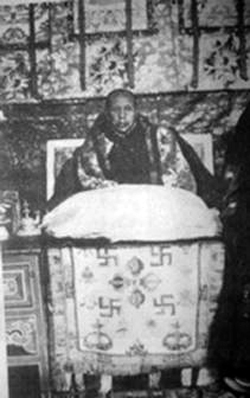
De Tagdrag Rinpoche, de laatste regent in Tibet van 1941-1950

Het politieke toneel in Tibet werd voor een groot deel beheerst door talloze intriges. De regent had na de ontdekking van Tenzin Gyatso steeds meer macht naar zich toegetrokken. In toenemende mate kenmerkte zijn bewind zich door grote corruptie, harde uitschakeling van tegenstanders en grote zelfverrijking door de regent.
In 1941 ontstond er echter een probleem. In dat jaar moest de nieuwe dalai lama zijn monniksgelofte afleggen. In de traditie was dat een verantwoordelijkheid voor de regent. Onderdeel van die gelofte is een belofte tot het aangaan van de celibaatsverplichting. De traditie schreef ook voor, dat die belofte alleen in ontvangst genomen kon worden door iemand die zelf in het celibaat leeft. Geestelijken van de gelug werden geacht celibatair te zijn, hoewel homoseksuele contacten in de praktijk werden getolereerd. De Reting Lama had echter een openlijk biseksuele levenswandel, waaronder ook verhoudingen met gehuwde vrouwen. Dat maakte het afnemen van de monniksgelofte onmogelijk.
De Reting Lama werd gedwongen terug te treden en werd opgevolgd door een veel oudere tulku, de Tagdrag Rinpoche,Ngawang Sungrab Thutob (1874-1952). Deze nam Tenzin Gyatso de monniksgelofte af. De eerste jaren van de nieuwe regent werden gekenmerkt door een poging tot terugkeer naar de ethische standaarden die onder de dertiende dalai lama golden. Hij durfde ook op te treden tegen de vader van de dalai lama, die voortdurend ontevreden was over de hem toegewezen landgoederen en huizen in Lhasa. De vader, met inmiddels de titel Yabshi Kung, had daarnaast andere eisen, zoals vrijheid van belasting. Hij trachtte in regeringszaken te interveniëren en eiste ongehoorde protocollaire voorrechten. In 1942 greep de regent in en liet overal in Lhasa plakkaten aanbrengen waarin het gedrag van de vader veroordeeld werd en aangekondigd werd dat verder misbruik van zijn positie niet getolereerd zou worden. In latere jaren verviel de regent echter ook tot de praktijken van machtsmisbruik van zijn voorganger.
De tot terugtreden gedwongen Reting Lama ondernam in 1947 een poging tot een staatsgreep. Die poging werd verijdeld en de Reting Lama werd gearresteerd. In de gevangenis werd hij vermoord.

## De Chinese inval

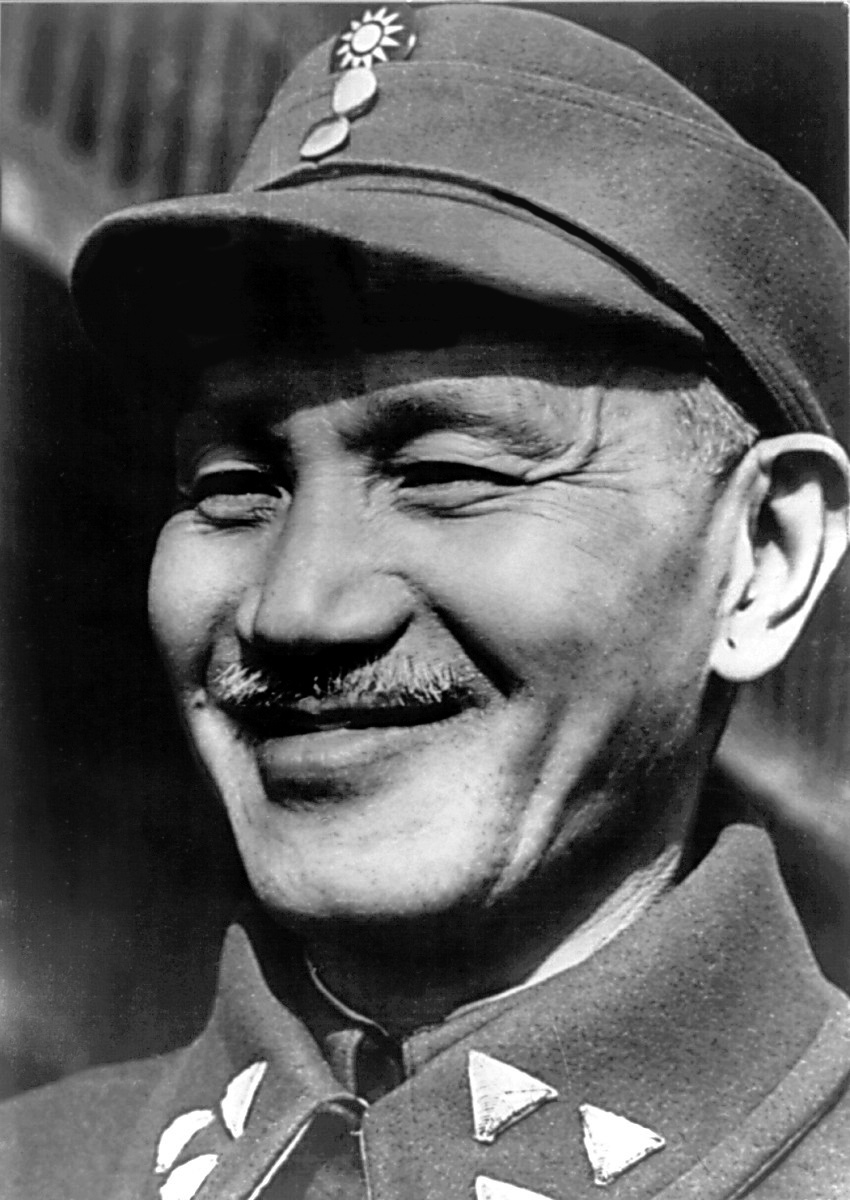
Chiang Kai-shek in 1946

Tibet was volstrekt onvoldoende voorbereid op de veranderingen na 1945. Er waren slechts enkele Tibetanen met een realistisch besef van internationale betrekkingen en machtsverhoudingen en die zaten zeker niet op de sleutelposities. Op de onafhankelijkheid van India in 1947 en wat dat voor gevolgen voor Tibet zou kunnen hebben was nauwelijks geanticipeerd.
In 1946 zond de Tibetaanse regering na de Japanse nederlaag een brief naar Chiang Kai-shek, de president van de Republiek China, waarin overdracht geëist werd van gebieden zoals Amdo en het grootste deel van Kham, die al sinds begin 18e eeuw politiek en administratief deel uitmaakten van Chinese provincies.
Er zijn vele grote naties op de wereld die ongehoorde macht en rijkdom hebben vergaard, maar er is slechts een natie die geheel is toegewijd aan het welzijn van de mensheid en dat is het religieuze land van Tibet..... Als de tegenstanders Tibet ongestoord en in vrede laten en niet doorgaan met het bezet houden van afgepakt gebied, dan zullen de naties van deze wereld niet getroffen worden door hongersnood en oorlog door de krachten van de Drie Juwelen en de beschermers van het boeddhistische geloof. Dit is van ongelooflijke betekenis voor zowel de vrede op individueel als collectief niveau en het welzijn (van de mensheid) in het algemeen.
In 1949 was de nederlaag van de Kwomingtang in China een feit en werd de Volksrepubliek China uitgeroepen. De Communistische partij benadrukte de gehele hereniging van China, een punt dat men had overgenomen van de Kwomingtang. De "bevrijding" van Tibet van "imperialistische krachten" en "de re-integratie met het moederland" waren dan ook speerpunten van beleid.
In oktober 1950 stak het Chinese leger de Jangtsekiang over en kwam uit bij Chamdo in door de regering van Tibet beheerst gebied. Het daar aanwezige Tibetaanse leger trok zich terug maar werd op die terugtocht omsingeld. Op 19 oktober gaf het zich over. Het volksbevrijdingsleger rukte niet verder op in afwachting van komende onderhandelingen tussen Lhasa en Peking.
De Tibetaanse regering was ernstig verdeeld over de te volgen politiek. Er waren zowel facties die voor voortzetting van gewapend verzet waren als facties die wensten te onderhandelen met de Chinezen. In die situatie bereikte men wel overeenstemming dat aan de beide staatsorakels een oordeel zou worden gevraagd. Aan het eerste, het orakel van Gadung, werd de vraag gesteld welke actie genomen moest worden om het religieuze en politieke systeem van Tibet te kunnen continueren en wie daarvoor de verantwoordelijkheid moest dragen. Het orakel van Gadung gaf daarop eerst een vaag en onbevredigend antwoord. Hij werd echter gedwongen een duidelijker antwoord te geven.
 Indien de Alles-Wetende en Alles-Ziende Guru de religieuze en politieke verantwoordelijkheid aanvaardt, zal dat de Dharma, Tibet en alle wezens ten goede komen.
Dat werd uitgelegd als een uitspraak dat Tenzin Gyatso de religieuze en politieke verantwoordelijkheden in eigen hand diende te nemen. Het orakel van Nechung bevestigde deze uitspraak. Hiermee werd Tenzin Gyatso op de leeftijd van zestien jaar ook in formele zin met de daarbij behorende bevoegdheden op 17 november 1950 geïnstalleerd als dalai lama. Hij is dan ook de politiek leider van Tibet.
De Tibetaanse regering bleef bezorgd dat het Chinese leger op zou trekken naar Lhasa. De dalai lama, een uitgebreide staf en het grootste deel van de regering vertrok daarom op 16 december naar Dromo nabij Yatung, een plaats vlak bij de grens met Sikkim. Bij de elite in Lhasa veroorzaakte dat paniek. De op dat moment nog in Lhasa aanwezige Heinrich Harrer beschreef later dat iedere dag karavanen met goederen, geld en goud de stad verlieten in de richting van India, gevolgd door de families van de adel in Tibet.

## Het 17-puntenakkoord

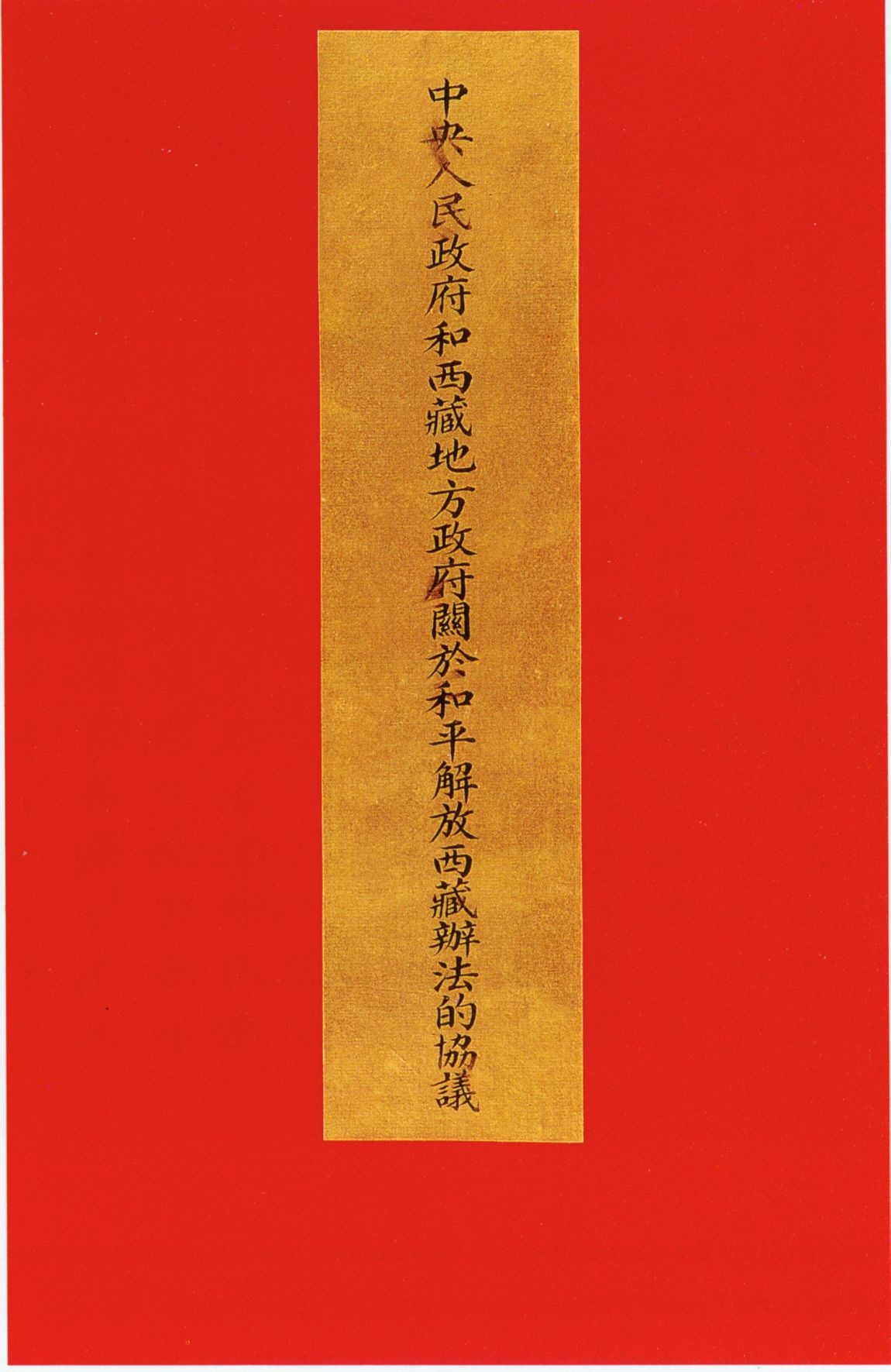
Het 17-puntenakkoord

De Tibetaanse regering trachtte de kwestie van de inval op de agenda van de Algemene Vergadering van de Verenigde Naties te krijgen. De meest voor de hand liggende landen om een dergelijk verzoek te ondersteunen, India, Groot-Brittannië en de Verenigde Staten, waren om uiteenlopende redenen daartoe niet bereid. De Koreaanse Oorlog had ook een hogere politieke prioriteit.
Er startten uiteindelijk onderhandelingen in Peking. Op 23 mei 1951 werd onder immense Chinese druk het zogenaamde 17-puntenakkoord getekend, dat op 20 oktober van dat jaar werd geratificeerd door de dalai lama, de regering van Tibet en de Nationale Assemblee. Het akkoord regelde de voorwaarden van de vrijwillige terugkeer van Tibet onder Chinees gezag. Tibet ging deel uitmaken van de Volksrepubliek. De regering van Tibet (vanaf dat moment de regionale regering van Tibet) zou alle hulp bieden bij de komst en huisvesting van het volksbevrijdingsleger.
Onderdeel van het 17-puntenakkoord waren een aantal bepalingen die inhielden dat in het tot 1950 door de regering in Lhasa bestuurde gebied de op dat moment bestaande sociale ordening en structuur voorlopig zou worden gehandhaafd. Mao Zedong hoopte op die manier bij de Tibetaanse elite draagvlak te vinden voor de nieuwe situatie. Globaal kan gesteld worden dat de Chinese politiek om de Tibetaanse elite te committeren tot aan 1959 heeft standgehouden. Het was deze elite, de adel en hoogste geestelijkheid, die ook het meest te verliezen zou hebben bij fundamentele wijziging van de sociale ordening.

### Verhouding met de pänchen lama
Er was al eerder in de onderhandelingen een breekpunt geweest. Dat handelde over de positie van de pänchen lama. Het punt van erkenning door Lhasa van de pänchen lama Lobsang Trinley Chökyi Gyaltsen speelde hierin een grote rol. Deze tiende pänchen lama was in de laatste maanden van het regime van de Kwomingtang door hen geïnstalleerd. In de 19e eeuw hadden de pänchen lama's aanzienlijk belangrijker posities ingenomen dan de dalai lama's. Een conflict tussen de dertiende dalai lama en de negende pänchen lama had geleid tot een vlucht uit Tibet van de laatste in 1923 en een ballingschap die tot zijn dood in 1937 zou duren.
Tenzin Gyatso en de Tibetaanse regering hadden tot dan toe altijd geweigerd Lobsang Trinley Chökyi Gyaltsen te erkennen. De onderhandelingen bereikten een punt waarin de Chinezen stelden niet verder te willen spreken als deze pänchen lama niet geaccepteerd zou worden. Dit werd in een telegram duidelijk gemaakt aan de dalai lama die op dat moment al in Yatung verbleef. De dalai lama had een uitdrukkelijke voorkeur voor een kandidaat die in het klooster Drepung verbleef. Er moest nu echter een beslissing genomen worden. De dalai lama voerde een divinatieprocedure uit die onder de gegeven omstandigheden uiteraard Lobsang Trinley Chökyi Gyaltsen als de uiteindelijke keus legitimeerde.
- Punt 5 van het akkoord sprak uit dat de status, functies en macht van de pänchen lama gehandhaafd zouden worden.
- Punt 6 van het akkoord sprak uit dat de met de status, functies en macht van de dalai lama en dat van de pänchen lama bedoeld wordt, de status, functies en macht van de dertiende dalai lama en de negende pänchen lama toen zij nog vriendschappelijke betrekkingen onderhielden.

In april 1952 ontmoetten de dalai lama en de pänchen lama elkaar in Lhasa voor de eerste maal. Er werd onderhandeld hoe men punt 6 van het 17-puntenakkoord moest plaatsen. Er werd besloten dat het jaar 1897 het uitgangspunt moest zijn. Er werd verder besloten dat alle mensen in dienst van de dalai lama Tashilhunpo, de traditionele verblijfplaats van de pänchen lama's nabij Shigatse moesten verlaten. Opnieuw bleven echter oude twisten spelen, zoals het feit hoeveel belasting Tashilhunpo moest betalen. Het was een eis van de groep van de pänchen lama dat alle belastingen die sinds 1928 op Tashilhunpo waren geheven door de Tibetaanse regering moest worden teruggestort. Uiteindelijk ging die regering met een groot deel van die eis akkoord.

## De periode 1951- 1959

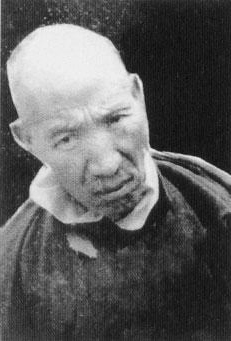
Lobsang Tashi

De sociale ordening bleef grotendeels ongewijzigd. Er bleef een Tibetaanse regering met de dalai lama aan het hoofd. Die regering bleef de beschikking houden over een eigen leger, de eerste jaren over een eigen munt, bleef belasting innen, was verantwoordelijk voor de organisatie van zijn eigen bureaucratie en de rechtspraak. Een aanzienlijk deel van de seculiere elite en met name de adel in Tibet profiteerde ook van de investeringen die met de opbouw van infrastructuur samenhingen. De Chinese aanwezigheid werd echter door een grote meerderheid van de Tibetaanse bevolking als een bezetting gezien. Er waren in deze jaren ongeveer 20.000 Chinese troepen op een bevolking van toen ongeveer 1.300.000 Tibetanen in Centraal-Tibet.
Er waren dan ook groepen die zich bleven keren tegen de bezetting. Die groepen verenigden zich begin 1952 in een beweging onder de naam De Tibetaanse Volksvereniging. Het was zowel een anticommunistische als anti-Chinese beweging die ook zeer kritisch was ten opzichte van de Tibetaanse regering. De verstandhouding tussen de Chinezen en twee ministers van het Tibetaanse kabinet, Lobsang Tashi en Lukhangwa, die openlijk en materieel de uitgangspunten van de beweging ondersteunden werd ook onhoudbaar. Onder Chinese druk werden begin mei 1952 beide ministers ontslagen en de Tibetaanse Volksvereniging verboden. De Tibetaanse regering gaf een proclamatie uit, waarin gesteld werd dat groepen of individuen die acties zouden voorbereiden of ondernemen tegen de geest van het 17-puntenakkoord gestraft zouden worden.

### Bezoek aan Peking

Mao Zedong, de dalai lama en de pänchen lama in Peking

In 1954 kregen de dalai lama en de pänchen lama een uitnodiging voor een bezoek aan Peking, waar ze eind van dat jaar arriveerden. De totale Tibetaanse groep die naar Peking reisde was meer dan 400 personen. Daaronder waren de belangrijkste tulkus van alle tradities binnen het Tibetaans boeddhisme, de eerste keer in de Tibetaanse geschiedenis dat die elkaar ontmoetten. Formeel was de reis ter gelegenheid van de bespreking in het Nationaal Volkscongres van de nieuwe grondwet van de volksrepubliek. Tijdens het bezoek werd de dalai lama benoemd tot vicevoorzitter van het Volkscongres.
Een ander doel van het bezoek was de Tibetanen de industriële vorderingen en vooruitgang van China te laten zien. De dalai lama werd dan ook rondgeleid op scheepswerven, fabrieken etc. (Vaak dateerden die al uit de periode van Republiek China.) In Peking ontmoette de dalai lama een aantal staatshoofden waaronder Nehru. De dalai lama had ook een aantal ontmoetingen met Mao Zedong.
Tijdens die bijeenkomsten werd ook het besluit genomen voor de totstandkoming van het Voorbereidingscomité van de Tibetaanse Autonome Regio. De Chinese leiding zag hierin een eerste stap in de richting van een integratie van Centraal-Tibet in de bestuurlijke structuur van de Volksrepubliek. Voor een aantal Tibetanen opende zich hiermee de mogelijkheid om binnen die nieuwe structuur – en uiteraard binnen de politieke randvoorwaarden – leidinggevende posities te gaan innemen.
De dalai lama werd voorzitter van dat comité. Dat werd het jaar daarna uitgewerkt in een verdeling van het gebied van Centraal-Tibet in drie regio's:
- de regio U met aan het hoofd de dalai lama;
- de regio Tsang, met aan het hoofd de pänchen lama;
- de regio Chamdo (globaal 1/3 deel van het historische gebied van Kham).

Dit werd in het kamp van de pänchen lama als een overwinning gezien, aangezien het materieel betekende dat de dalai lama en de pänchen lama in Tibet een gelijke status hadden verkregen. De spanning tussen de beide kampen was ook merkbaar in het volgende jaar. Beiden brachten in 1956 een bezoek aan India ter gelegenheid van het 2500e geboortejaar van Gautama Boeddha. De dalai lama sprak herhaaldelijk met Jawaharlal Nehru en Zhou Enlai die daarvoor speciaal naar India was gekomen. De pänchen lama voelde zich in deze gespreksrondes onderbedeeld.

### Verzet in Kham

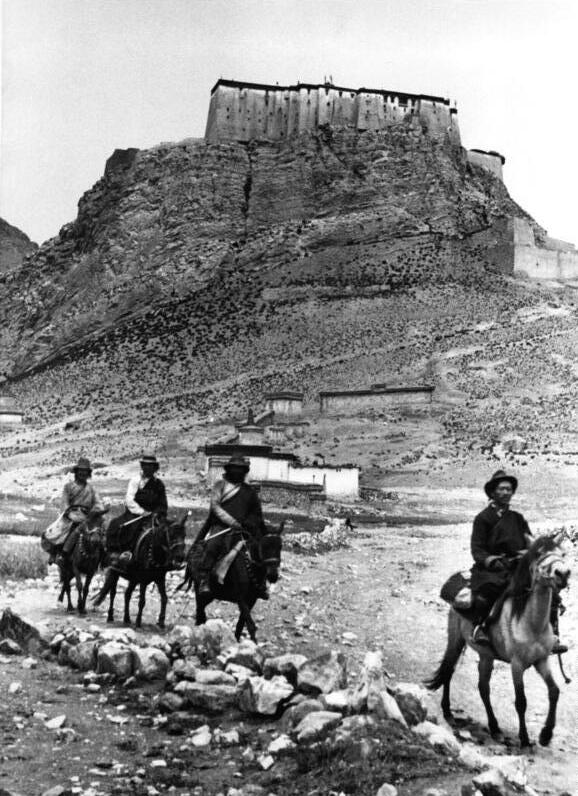
Khampa's

Het 17-puntenakkoord was echter niet van toepassing op het grootste deel van Kham. Dat gebied was niet voor 1950 bestuurd geweest door een Tibetaanse regering. Maatregelen met het doel de oude hiërarchie van landeigenaren en landloze boeren om te vormen naar coöperatieve vormen, ontmoette daar gelijk weerstand. In 1956 was er op veel plaatsen in Kham al sprake van gewapend verzet tegen de Chinezen. Begin 1958 begon het Chinese leger een offensief tegen de Khampa's. In steeds grotere aantallen werden die gedwongen hun toevlucht te zoeken in Centraal-Tibet. In augustus 1958 werd voor het eerst sinds jaren weer een vergadering belegd door de Tibetaanse Nationale Assemblee. Het enige agendapunt was "De manier om de opstand van de Khampa's teniet te doen en de Centrale Regering (bedoeld werd de Chinese regering in Beijing) tevreden te stellen". De vergadering kwam tot geen enkele concrete conclusie.

### Gebeurtenissen in maart 1959
In begin 1959 waren er enkele tienduizenden vluchtelingen uit Kham in Lhasa en omgeving. Het straatbeeld in Lhasa en omgeving werd in belangrijke mate bepaald door gewapende Khampa-strijders. Een aantal lagere overheidsfunctionarissen hadden sympathie voor de zaak van de Khampa's. Op 10 maart 1959 zou de dalai lama een voorstelling bijwonen op het hoofdkwartier van de Chinese militaire commandant in Lhasa. Een aantal van die functionarissen verspreidden op 9 maart het gerucht, dat tijdens of direct na de voorstelling de dalai lama door Chinese troepen naar Beijing ontvoerd zou worden. Dat gerucht bracht een grote volksmassa op de been, die zich verzamelde voor het Norbulingka, het paleis waar de dalai lama op dat moment verbleef.
De massa, voor het grootste deel inwoners van Lhasa, geloofde het gerucht en trachtte op deze wijze de dalai lama te beschermen door te verhinderen dat hij naar de voorstelling kon gaan. Tibetologen en historici (Matthew Kapstein, Sam van Schaik en vooral Tsering Shakya) hebben de beweging de eerste opstand van het "gewone volk" in Tibet genoemd. In hun waardesysteem stond de positie van de dalai lama centraal. De uitholling van zijn positie in de jaren daarvoor werd door hen gezien als bedreiging van en aanval op het Tibetaans boeddhisme zelf, de kern van hun identiteit. De massa was in de eerste plaats tegen de Chinese bezetting. Het werd echter ook heel snel een opstand tegen de – in hun ogen met de Chinezen collaborerende – Tibetaanse elite. Enkele Tibetaanse ministers werden gedood en huizen en bezittingen van andere leden van de Tibetaanse elite werden vernield.
De volgende dagen vonden grote demonstraties plaats, waarin de onafhankelijkheid van het land werd geëist. De demonstranten eisten ook van de dalai lama en de Tibetaanse regering dat die zich achter deze eisen stelden. Op 16 maart trok de Tibetaanse regering de conclusie dat men het Norbulingka moest ontruimen. Als men daar zou blijven zou het paleis het centrum van de volksopstand kunnen worden. Het werd noodzakelijk geacht om afstand te creëren tussen de gebeurtenissen direct buiten het paleis en de dalai lama. Het plan was om de dalai lama naar een veiliger gebied te brengen, van waaruit onderhandeld kon worden met de Chinezen.
Op 17 maart lukte het de dalai lama en zijn entourage het paleis te verlaten. Vier dagen later arriveerde de groep in de dzong van Lhuntse, ongeveer 70 kilometer ten noorden van de grens met India. Vanuit hier zou men kunnen onderhandelen met de Chinezen. Er werd een nieuwe Tibetaanse regering gevormd. Het Chinese leger, dat tot dan toe geen actie had ondernomen, greep op 20 maart hard in. Na drie dagen had het de controle over Lhasa terug. Er zijn zeer wijd uiteenlopende ramingen over het aantal slachtoffers, maar vele duizenden zijn het ongetwijfeld geweest.
De berichten die de dalai lama in de dzong van Lhuntse bereikten waren verward en gedeeltelijk onjuist, zoals meldingen over de vernietiging van het Norbulingka en het Potalapaleis. Mede op basis hiervan werd het besluit genomen dat een verdere aanwezigheid van de dalai lama in Tibet onmogelijk was geworden en besloot men de Indiase grens over te vluchten. Hiermee begon de ballingschap van de dalai lama.

## De ballingschap
In India verwierp de dalai lama het 17-puntenakkoord en riep de onafhankelijkheid van Tibet uit, inclusief Amdo en Kham. Na de vlucht van de dalai lama verliet vrijwel de gehele adel in Tibet het land. Ook de belangrijkste geestelijke leiders zoals de karmapa, de sakya trizin en vele anderen verlieten met hun gevolg het land. De grootste vluchtelingenstroom uit Tibet vond plaats in de periode 1959-1965. Er zijn in die periode ongeveer 75.000 à 80.000 mensen gevlucht. Volgens informatie van de regering in ballingschap uit 2009 woonden er toen ongeveer 140.000 Tibetanen buiten China, waarvan het grootste deel in India. De dalai lama heeft sinds 1960 McLeod Ganj bij Dharamsala als zijn vaste verblijfplaats.

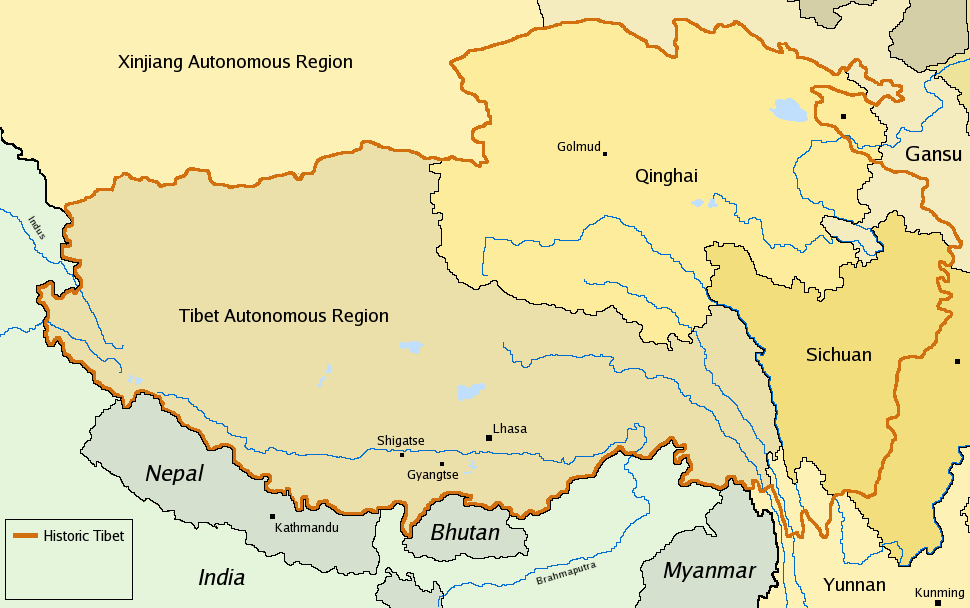
Het gebied binnen de oranje lijn zou de autonome status vergelijkbaar met Hongkong moeten krijgen

Na 1980 kwamen besprekingen tot stand tussen China en vertegenwoordigers van de Tibetaanse regering in ballingschap die tot in 1986 geduurd hebben, maar uiteindelijk geen resultaat hadden. In 1981 presenteerde de Chinese leiding een voorstel met vijf punten. In ieder geval een van die punten was onaanvaardbaar voor de dalai lama. De inhoud van dat punt was, dat de dalai lama dezelfde status zou hebben als voor 1959 en opnieuw benoemd zou worden tot vicevoorzitter van het Nationaal Volkscongres, het parlement van de Volksrepubliek China. Hij zou Tibet net zoveel als hij wenste kunnen bezoeken, maar de functie vereiste dat zijn verblijfplaats in Peking zou zijn.
In 1982 werd door vertegenwoordigers van de dalai lama een eigen voorstel geformuleerd. Centraal daarin stond de unificatie van Centraal-Tibet, Amdo en Kham – tezamen ongeveer 25% van het Chinese grondgebied – tot één enkele bestuurlijke en politieke eenheid. Dit gebied zou dan dezelfde status krijgen als Hongkong na de overdracht door Groot-Brittannië aan China. Dit voorstel werd door de Chinezen verworpen.
De dalai lama ging bij het niet kunnen bereiken van een akkoord zich steeds meer richten op het mobiliseren van steun in het Westen. In 1987 hield hij zijn eerste politieke redevoering in de Verenigde Staten. Hij herhaalde daar in essentie de voorstellen die de Chinezen al eerder hadden afgewezen.
Deng Xiaoping formuleerde hierna een voorstel, waarin de dalai lama wel in Lhasa kon wonen, onder de voorwaarde dat hij publiek het idee van Tibetaanse onafhankelijkheid verwierp. Het antwoord van de dalai lama was een andere politieke toespraak in Straatsburg met dezelfde essentie als die in de V.S. Dat werd door de Chinese leiding als een indirecte vorm van onafhankelijkheid beschouwd.
De pänchen lama had Tibet na 1959 niet verlaten. Lobsang Trinley Chökyi Gyaltsen zat in de periode van de Culturele Revolutie ruim 10 jaar in eenzame opsluiting. In het iets liberalere klimaat van de jaren 80 kon de pänchen lama een beperkte rol spelen in het gebruiken van zijn positie om nog iets te redden van de Tibetaanse cultuur en religieuze praktijk. Zijn rijkdom en status werden gedeeltelijk hersteld en gecompenseerd. In januari 1989 overleed hij.
Tenzin Gyatso ontving een uitnodiging om de begrafenisplechtigheden in Peking bij te wonen met het signaal dat het mogelijk was om op het hoogste niveau te overleggen. Onder druk van vooral westerse adviseurs uit de diverse ngo's weigerde de dalai lama de uitnodiging te aanvaarden. Een belangrijke overweging was daarbij dat dit het beeld van een balling (die dan in China toegelaten zou worden en weer kon terugkeren) zou schaden.
Later in dat jaar vonden de gebeurtenissen op het Tiananmen plaats en de meer gematigde krachten aan de Chinese top verloren hun invloed. De toon in de Chinese pers ten aanzien van de dalai lama werd weer aanzienlijk harder. Enkele maanden later ontving de dalai lama de Nobelprijs voor de Vrede. De toespraak van de dalai lama tijdens het accepteren van de prijs werd door de Chinese leiding als een pleidooi voor een indirect geformuleerde onafhankelijkheid opgevat.
In 1995 trachtte de dalai lama de Chinese leiding voor een voldongen feit te zetten met de bekendmaking van de selectie van Gendün Chökyi Nyima tot de elfde pänchen lama. De Chinese leiding liet hierop via de procedure van de Gouden urn Gyancain Norbu selecteren.
Meerdere historici hebben de dalai lama in deze periode aanzienlijke politieke onhandigheid en gebrek aan staatsmanschap verweten. Een van de bekendste Tibetaanse historici Tsering Shakya, zelf met zijn ouders in 1959 naar India gevlucht, verwijt de Tibetaanse regering in ballingschap verzuimd te hebben de mogelijkheden aan te grijpen om op het hoogste niveau te kunnen onderhandelen. In plaats daarvan werden er te veel fact-finding missions naar Tibet gezonden. Er werd te veel tijd verloren met het zoeken naar triviale concessies en de gesprekken met de Chinese leiding werden te lang op een te laag niveau door daarvoor ongeschikte personen gevoerd. (Bedoeld wordt met name Gyalo Döndrub, de broer van de dalai lama.) Na 1989 verloor de Chinese leiding de interesse om tot een vergelijk te komen.
De meeste historici zijn echter ook van opvatting, dat de essentie was dat van Chinese zijde alleen een beperkte culturele autonomie werd geboden en de positie van de dalai lama in de ballingschap ook weinig speelruimte bood. Er waren groepen in de ballingschap als bijvoorbeeld het Tibetaans Jeugdcongres die met niets anders dan volledige onafhankelijkheid genoegen wensten te nemen en al zeer grote moeite hadden met de voorstellen van de dalai lama,
Het beperken van de gevraagde speciale gebiedsstatus tot Centraal-Tibet (het gebied dat tot 1950 bestuurd werd door een Tibetaanse regering) was onaanvaardbaar geweest voor de Khampa's en hun in ballingschap geboren nazaten. Zij beschouwden zich als de enigen die in de periode 1955-1959 daadwerkelijk verzet hadden gepleegd en beschouwden velen in de ballingschap nog als voormalige collaborateurs. Er waren ook groeperingen Khampa's in de ballingschap, die pleitten voor een eigen staat Kham, onafhankelijk van Peking maar ook van Lhasa. Een verder toegeven van de dalai lama aan Chinese eisen had in de Tibetaanse gemeenschap in de ballingschap tot een onherstelbare scheuring geleid.
In de periode 2000-2008 hebben op initiatief van het Europees Parlement nog een aantal gespreksrondes plaatsgevonden, maar die handelden niet of nauwelijks over de bestuurlijke toekomst van Tibet.

## Toekomst van Tibetaans boeddhisme buiten Tibet
Een van de gevolgen van de ballingschap is een zekere verspreiding van het Tibetaans boeddhisme naar het westen. Ook de dalai lama heeft in het westen onderwijs gegeven, waaronder de Kalachakra, een complex systeem van instructies en onderricht dat meestal aan grote groepen wordt onderwezen.
Er is een debat ontstaan over de toekomst van het Tibetaans boeddhisme. Een toenemend aantal lama's en bewegingen zoals bijvoorbeeld Sogyal Rinpoche, de beweging Nieuwe kadampa heeft Tibet en feitelijk ook het hele Himalayagebied als voertuig en adherentiegebied voor het Tibetaans boeddhisme opgegeven. Ruim 50 jaar Tibetaans ballingschap zonder vooruitzicht op - in die ballingschap - gewenste veranderingen en een Tibet dat sinds 1959 immense veranderingen heeft ondergaan spelen daarbij een rol. Deze groeperingen zien hun rol in het Westen vooral als het behouden en doorgeven van de wijsheid van het Tibetaanse boeddhisme.
Tenzin Gyatso heeft meerdere malen de grote obstakels aangegeven om werkelijk als een Tibetaans boeddhist in de westerse cultuur te kunnen leven en verbindt de overleving van het Tibetaans boeddhisme met de politieke kwestie van Tibet.
We moeten de noodzakelijkheid van het overleven en het bewaren van het Tibetaans boeddhisme juist plaatsen. Hiervoor is het land, het fysieke land van Tibet cruciaal. We doen ons best de Tibetaanse tradities buiten Tibet te bewaren. Maar er is een gevaar dat dit zal veranderen, dat het Tibetaans boeddhisme niet zal overleven zonder de beschermende schil van ons vaderland. Voor de zaak van dit Tibetaans boeddhisme, dat gezien kan worden als de vervolmaking van de Boeddha Dharma is het heilige land van Tibet van vitaal belang. Het is onwaarschijnlijk dat het [Tibetaans boeddhisme] kan overleven als een culturele en spirituele realiteit als de fysieke verschijning gesmoord wordt in Chinese bezetting. Dus ... actieve steun voor de Tibetaanse zaak is geen politieke zaak. Het is het werk van de Dharma.

## Controverses in de ballingschap

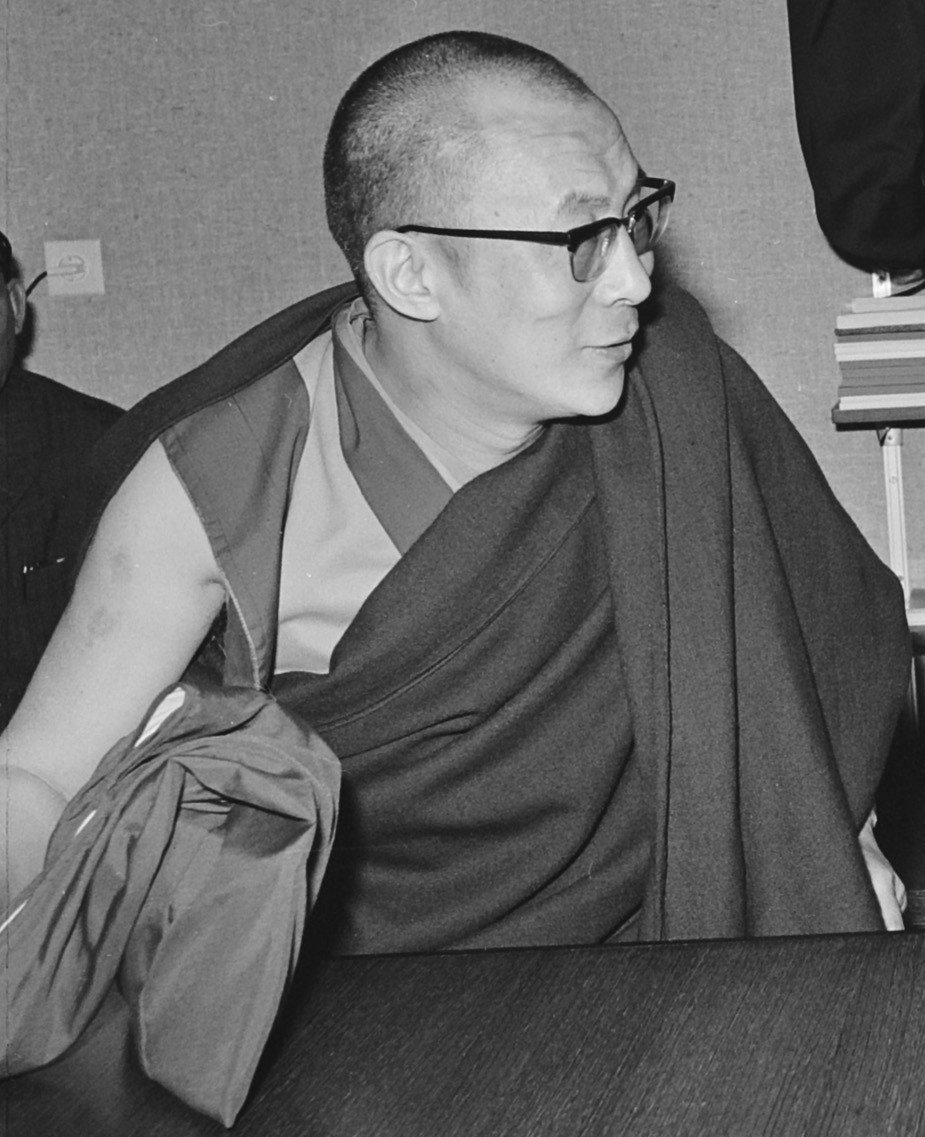
Tenzin Gyatso in Nederland op 8 oktober 1973

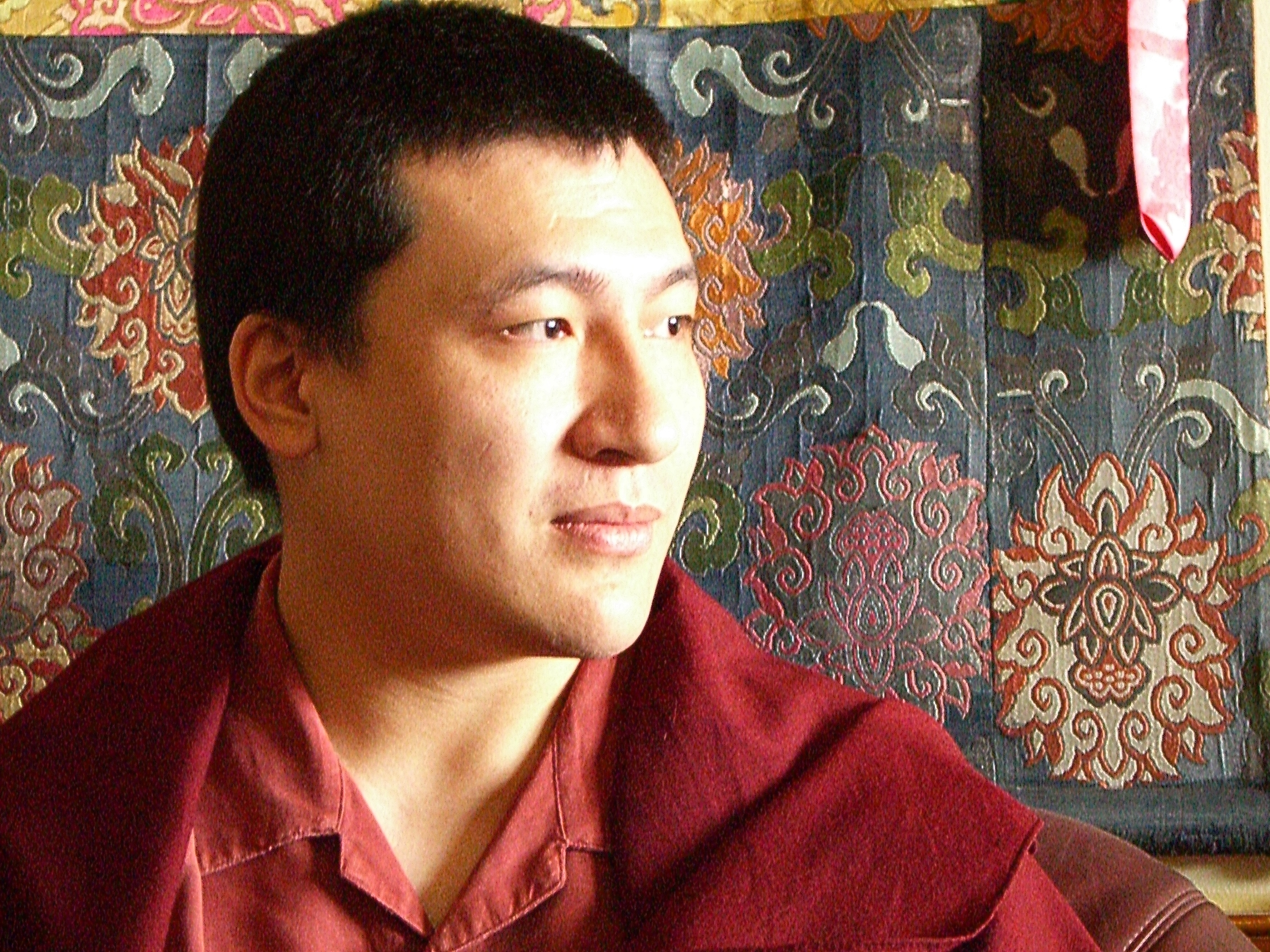
Trinley Thaye Dorje heeft de steun van de dalai lama in de karmapa-controverse

## Opvolging

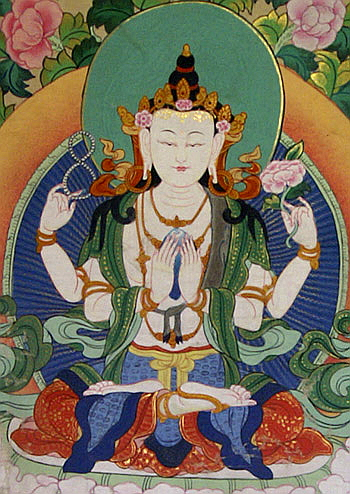
De dalai lama's worden geacht de emanatie te zijn van de bodhisattva Avalokiteshvara. Voor uitleg zie Dalai lama#Invloed op cultuurhistorische ontwikkeling van Tibetaans boeddhisme

## Onderscheidingen

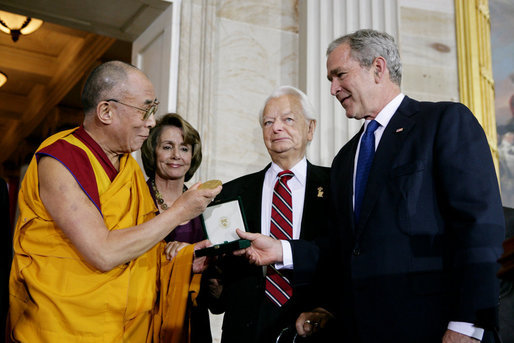
President George W. Bush, Senator Robert Byrd en Nancy Pelosi, Voorzitter van Huis van Afgevaardigden overhandigen de dalai lama de Congressional Gold Medal

## Filmografie

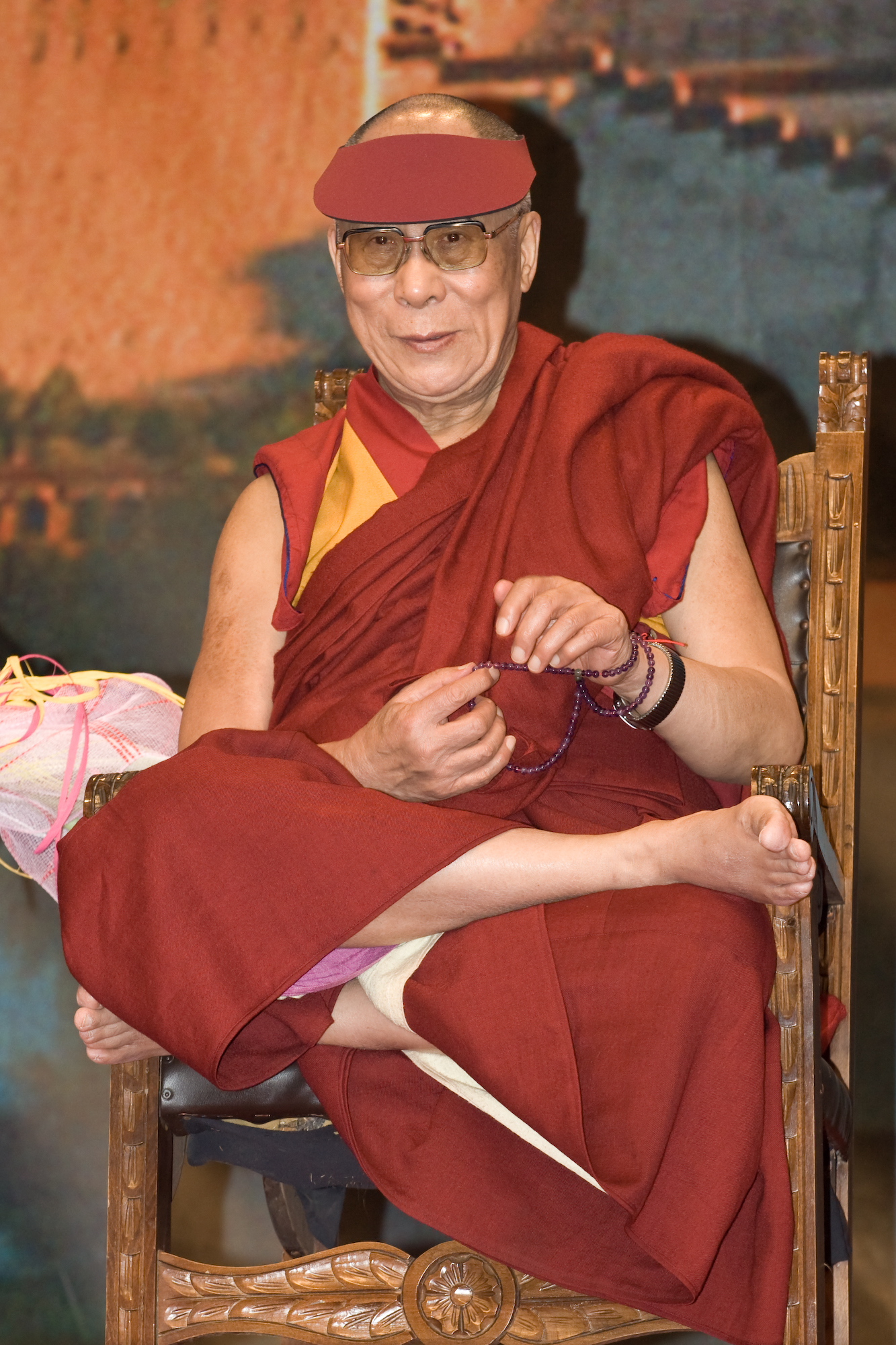
Tenzin Gyatso, 2007